# 39184 Willgrundy
39184 Willgrundy è un asteroide della fascia principale. Scoperto nel 2000, presenta un'orbita caratterizzata da un semiasse maggiore pari a 2,7685317 UA e da un'eccentricità di 0,0599824, inclinata di 4,29690° rispetto all'eclittica.